# لهربرگ
لهربرگ (به آلمانی: Lehrberg) یک شهر در آلمان است که در آنسباخ واقع شده‌است.